# 30724 Peterburgtrista
30724 Peterburgtrista este un asteroid din centura principală de asteroizi.

## Descriere
30724 Peterburgtrista este un asteroid din centura principală de asteroizi. A fost descoperit pe 26 septembrie 1978 la Observatorul de Astrofizică din Crimeea de Liudmila Juravliova. Asteroidul prezintă o orbită caracterizată de o semiaxă mare de 3,18 ua, o excentricitate de 0,04 și o înclinație de 21,3° în raport cu ecliptica.